# 84-мм танкова гармата QF 20 pounder
Скорострі́льна 20-фунто́ва гарма́та (англ. QF 20 pounder)  — британська 83,9-мм (84-мм) нарізна танкова гармата другої половини 1940-х років.
Була розроблена у перші післявоєнні роки, частково на основі конструкції німецької 88-мм танкової гармати KwK.43. 20 pounder стала першою танковою гарматою, як основний бронебійний снаряд використавши снаряд з піддоном, що відділяється. Від 1948 року 20 pounder встановлювалась на середній танк «Центуріон» Mk.3 та подальші його модифікації, аж до початку 1960-х років, коли її змінила нова 105-мм гармата L7.
Крім того, 20 pounder встановлювалась на винищувачі танків «Чаріотір», виробленому в 1952 році серією з 200 одиниць шляхом переобладнання танків «Кромвель». Крім британських машин, 20 pounder встановлювалась на швейцарському основному бойовому танку Pz.58, прототипі Pz.61, серійний варіант якого озброювався 105-мм L7.